# Nestor Crahay
Pour les articles homonymes, voir Crahay.
Nestor Crahay est un ingénieur belge, né à Esneux le 25 février 1860 et mort à Rochefort le 14 mars 1931.

## Biographie
Il devient ingénieur agronome en 1879. Un an plus tard, il devient garde général des Eaux et des Forêts. À partir de 1898, il devient professeur à l'Institut agronomique de Gembloux. Il fut nommé le 29 juin 1912 directeur général des Eaux et des Forêts. Il fonda également la Société centrale forestière de Belgique dont il sera président de 1926 à 1928. Durant la guerre, il s'opposa constamment aux allemands à propos de la coupe des arbres et participa à un service de fourniture en bois de chauffage dans le Comité National de Secours et d'Alimentation. Après la guerre, il fut chargé d'évaluer les dommages que les allemands avaient causés. Il montra que l'acquisition des cantons d'Eupen et de Malmédy, enlevé en 1815 par la Prusse, était une juste compensation. Il fut nommé membre de la Commission technique de la délégation belge à la Conférence de la Paix. À la suite de problèmes, il fit voter au Parlement une loi de cadenas qui arrêta les coupes inconsidérées tout en sauvegardant les droits des propriétaires. Il prit sa pension en mars 1926. Il se retira à Rochefort, et par la suite, il publia de nombreux travaux.